# Ivany's Cove
Ivany's Cove is een plaats in de Canadese provincie Newfoundland en Labrador. De plaats bevindt zich aan de oostkust van het eiland Newfoundland en maakt deel uit van het local service district Random Sound West.

## Geografie
Ivany's Cove ligt aan een kleine inham in het uiterste westen van Southwest Arm, een 24 km lange zeearm aan Newfoundlands oostkust. Het gehucht is gelegen bij de Trans-Canada Highway (NL-1) en grenst in het westen aan het dorp North West Brook en in het oosten aan het dorp Hillview.

## Geschiedenis
In 1999 besloot de bevolking van de twee aan elkaar grenzende gemeentevrije plaatsen Ivany's Cove en North West Brook om zich te verenigen in een local service district (LSD) met naam North West Brook-Ivany's Cove. In 2010 hield dat LSD op te bestaan door een fusie met Random Sound West.

## Demografie
De bevolkingsomvang van Ivany's Cove daalde tussen 1991 en 1996 van 51 naar 45.
Sinds de volkstelling van 2001 worden er niet langer aparte data voor Ivany's Cove bijgehouden. De plaats werd ingedeeld in de designated place (DPL) North West Brook-Ivany's Cove die in 2011 uitgebreid werd tot de DPL North West Brook-Ivany's Cove-Queen's Cove. Dat gebied kende tussen 1996 en 2016 een demografische daling van zo'n 21%.
De DPL North West Brook-Ivany's Cove-Queen's Cove is sinds 2021 eveneens opgeheven en gaan deel uitmaken van de nieuwe (met het LSD samenvallende) DPL Random Sound West.